# Christian Lorenz
Christian Lorenz (født 16. november 1966 i Prenzlauerberg, Berlin), også kaldet Flake og Doktor, er en tysk lyriker, komponist, musiker, forfatter og digter. Han er også uddannet pyrotekniker og fyrværker. Lorenz spiller keyboard, klaver, guitar, trompet og trommer i det tyske industrial-band Rammstein.
Lorenz er både medlem af Rammstein, Feeling B, Die Magdalene Keibel Combo, Santa Clan, Die Firma, De Magdalene Keibel Combo, J.B.O.en og Magdalene Keibel Combo.
I sangen Mein Teil af Till Lindemann bliver Lorenz som en del af showet og sangen forbrændt af Till Lindemann. Som en del af showet i sangen Ich Tue Dir Weh og til musikvideoen i Mein Herz Brennt hopper Flake ned fra en brændende bygning. Han har også haft et par speciallavet handsker med ild i på scenen.
Lorenz har en imponerende højde på 1,98 m.

## Liv før indtræden i Rammstein
Som barn lærte Christian Lorenz at spille klaver. Hans forældre sendte ham på musikskole og købte selv et klaver til ham for 100 østtyske mark. Han synes dog ikke selv at han var særlig god til at spille på det. Han har en bror (Alexander Lorenz), der er ca. en 3-4 år ældre end ham og han har også en søster.
Som teenager blev han vild med rockmusik. Det fik ham til at droppe klaverspillet og i stedet begyndte han at øve sig på at spille moderne musik. Det fandt han dog snart ud af at han heller ikke var særlig god til.
Som 16-årig begyndte han at arbejde som værktøjsmager.
Som 18-årig blev han indkaldt til militærtjeneste. Han nægtede dog at aftjene sin værnepligt. Hvorvidt han blev fritaget eller om han aftjente civil værnepligt vides ikke.
Som ung drømte han om at blive læge, men det krævede at han havde aftjent sin værnepligt. Efter noget tid opgav han at blive læge og blev musiker i stedet, deraf pseudonymet 'Doktor'.
Efter en tid med jazzmusik startede han som keyboardspiller i bandet Feeling B. Her mødte han Paul Landers, der ligeledes senere kom med i Rammstein.
Da Berlinmuren brød sammen og Øst- og Vesttyskland begyndte at blive genforenet, var Feeling B et af DDRs mest succesrige og indflydelsesrige bands nogensinde.
Der er også udkommet en bog om bandet.

## Liv i Rammstein
Da Rammstein blev dannet i 1989, men startede først i 1994 blev Christian Lorenz og Paul Landers tilbudt at være med i gruppen. Christian var i starten meget tøvende, bl.a. fordi han i de foregående 10 år havde spillet musik sammen med Paul Landers i gruppen Feeling B. Han trængte til en pause og havde ikke lyst til at starte i et nyt band, men blev dog overtalt til at gå med alligevel sammen med Paul Landers. Rammstein opnåede snart stor succes og Christian er stadig med i bandet.
Flake har især gjort sig bemærket under Rammsteins koncerter. Han og forsangeren Till Lindemann laver ofte en 'dildo-optræden' under opførelsen af sangen Bück Dich. Da Rammstein optrådte ved Family Values festivalen i Worcester, Massachusetts (USA), måtte Till og Flake tilbringe natten i et fængsel på grund af dildo-showet. De blev dog løsladt mod en kaution på 25$ og idømt en bøde på 100$ efter flere måneders retsmøder.
Når bandet spiller Seemann live, bliver han sendt på crowd surfing blandt publikum i en gummibåd. Han er dog flere gange kommet til skade under den optræden, blandt andet under en koncert i Rusland i 2001 hvor han tippede ud af gummibåden. Da bandet var på turné i 2002 i kom han ligeledes til skade og Oliver Riedel måtte overtage hans plads.
Når bandet optræder med nummeret Mein teil, spiller han keyboard i en stor gryde, som så bliver flamberet med en flammekaster af Till.
Under opførelsen af Amerika, kører Flake rundt på et elektrisk løbehjul. Under en turné i 2005 kom han til at køre Till ned, hvilket gjorde at Till brækkede benet og som følge deraf måtte bandet aflyse resten af deres turné.
Flake gør sig også bemærket i bandets musikvideoer. I Keine Lust, ser man bandets medlemmer optræde som svært overvægtige. Flake er som den eneste som ikke er overvægtig i videoen. Til gengæld ses han i en elektrisk kørestol.
I musikvideoen Benzin, ser man Flake stå på toppen en brændende bygning. Flake springer fra toppen af bygningen mens de andre medlemmer i Rammstein vil gribe ham med et lagen. Det bliver dog revet midt over.

## Optrædener og udgivelser
Flake har medvirket i en række bands inden for genren industrial metal og tysk Industrial Metal den såkaldte Neue Deutsche Härte. Ud over at spille i Rammstein har han også været en del af Feeling B, J.B.O., Santa Clan, Die Firma, De Magdalene Keibel Combo, Emigrate m. fl. I nogle bands var han fast medlem og i andre medvirkede han som gæstekunster.

### Tidligere bands
- 19?? - ????: Allerleirauh
- 19?? - ????: Die Anderen
- 19?? - ????: Flake & Piet
- 19?? - ????: Herbst i Flake
- 19?? - 19??: Kashmir
- 19?? - ????: Magdalene Keibel Combo
- 19?? - ????: Parts for Millions
- 19?? - ????: ScHappy
- 19?? - ????: Stoffwechsel
- 19?? - ????: Tschaka lebt
- 198? - ????: Gesichter
- 1983 - 1993: Die Firma
- 1983 - 1994: Feeling B
- 1988 - 1990: Frigitte Hodenhorst Mundschenk

### Solo
- 19?? - ????: Dub-Labor
- 19?? - ????: Flake

### Gæstekunster/ gæsteoptræder
- 1985: Happy Straps - What A Pleasure (keyboard)
- 1985: Happy Straps - Last Pleasure (keyboard)
- 1993: Bolschewistische Kurkapelle schwarz-rot - Hymne der SU (keyboard)
- 1993: Bolschewistische Kurkapelle schwarz-rot - Kasakka (keyboard)
- 2003: Hanzel und Gretyl - Intermission (vokal)
- 2015: Fassbinder (score)

### Liveoptrædener
- 22. sep. 2006 Volksbühne. Berlin. Tyskland.
- 11. nov. 2016 Columbiahalle. Berlin. Tyskland.

### Rammstein
Rammstein:
- Herzeleid (1995).
- Sehnsucht (1997).
- Mutter (2001).
- Reise, Reise (2004).
- Rosenrot (2005).
- Liebe ist für alle da (2009).
- Rammstein (2019).[4]
- Zeit 29. April (2022).

#### Schtiel
- Schtiel, (2003), opført på russisk.

#### Marilyn Manson
- The Beautiful People, Rammstein (2017). Marilyn Manson.

#### (Heino) Heinz Georg Kramm
- Sonne, Rammstein (2021) (Heino) Heinz Georg Kramm.

### Emigrate
Emigrate:
- My World, opført på engelsk, (2007)-(2008).
- Rainbow, opført på engelsk, (2014).

### J.B.O.
- Alles Nur Geklaut (1993) en

### Feeling B
Feeling B:
- Lied von der unruhevollen Jugend, Lied Von Der Unruhevollen Jugend, opført på russisk, (1989), (Hea Hoa Hoa Hea Hea Hoa · 1989).
- Ich such die DDR (1991), (Wir kriegen Euch alle · 1991).
- Langeweile (2007), (Grün & Blau · 2007).
- Artig 1988, (Kleeblatt No 23 - Die anderen Bands · 1988)
- Häßlich (2007), (Grün & Blau · 2007).
- Herzschrittmacher (2007), (Grün & Blau · 2007).
- Tschaka (1989), (Hea Hoa Hoa Hea Hea Hoa · 1989).
- Dufte (2007), (Grün & Blau · 2007).
- Schlendrian (1991), (Wir kriegen Euch alle · 1991).
- Mix mir einen Drink (1989), (Hea Hoa Hoa Hea Hea Hoa · 1989).
- Geh zurück in dein Buch (1988), Kleeblatt No 23 - Die anderen Bands · 1988).
- Graf Zahl (2007), (Grün & Blau · 2007).
- Frosch im Brunnen (2007), (Grün & Blau · 2007).
- Unter dem Pflaster (1991), (Wir kriegen Euch alle · 1991).
- Space Race (1993), (grün&blau), (Die Maske des Roten Todes · 1993).
- Kim Wilde (1989), (Hea Hoa Hoa Hea Hea Hoa · 1989).
- Ohne Bewusstsein (1989), (Hea Hoa Hoa Hea Hea Hoa · 1989).
- Rumba Rai (1993), (Die Maske des Roten Todes · 1993).
- Rumba Rumba (1993), (Die Maske des Roten Todes · 1993).
- Rammstein Artig (pre-rammstein)
- Revolution 89 (1991), (Wir kriegen Euch alle · 1991).
- Hopla He (1991), (Wir kriegen Euch alle · 1991).
- Veris Dulcis (1993), (Die Maske des Roten Todes · 1993).
- Hammersong (1993), (Die Maske des Roten Todes · 1993).
- Grün & Blau (2007), (Grün & Blau · 2007).
- Alles ist so ununununheimlich (2010), (Das Originalalbum · 2010).
- Ich weiß nicht, was soll es (1989), (Hea Hoa Hoa Hea Hea Hoa · 1989).
- Izrael (1991), (Wir kriegen Euch alle · 1991).
- Frusti, mach's gut (1989), (Hea Hoa Hoa Hea Hea Hoa · 1989).
- Slamersong (1991), (Wir kriegen Euch alle · 1991).
- Mystisches Mysterium (1993), (Die Maske des Roten Todes · 1993).
- Du wirst den Gipfel nie erreichen (1989), (Hea Hoa Hoa Hea Hea Hoa · 1989).

## Privatliv
Christian Lorenz er opvokset i Berg-området i Berlin og bor stadig i det tidligere Prenzlauer Berg-område i Berlin (nu en del af bydelen Pankow), hvor han stadig passerer sin gamle skolebygning på vej til bandprøver.
Lorenz er kendt for at være en uddannet pianist. Flake siger, at han valgte at spille klaver, fordi en af hans barndomsvenner spillede fra han var tre år. Hans forældre sendte ham til en musikskole. Flake "begyndte med at male nøglerne på en vindueskant" og "øvede et halvt år på vindueskanten". Hans forældre købte ham et klaver for hundrede østtyske mark til hans 15-års fødselsdag.
Flake blev "afhængig" af rock and roll som dreng. Han stoppede sine timer for at spille med sin fars jazzplader. "Da jeg kom med i mit første band", har Flake sagt, "lagde jeg mærke til, at jeg ikke kunne spille moderne musik. Jeg kan stadig ikke!" I en alder af seksten år kom han i lære som værktøjsmager, en tilsyneladende kortvarig karriere.
Feeling B:
I 1983, i en alder af seksten, begyndte han at spille i bandet Feeling B med Paul Landers og Aljoscha Rompe, en schweizer bosat i Østberlin. Han blev hos bandet i omkring ti år.
Flake satte sig på hug/boede i en lejlighed med Paul i deres tidlige år. Når de ikke spillede koncerter, solgte Landers og Flake jakker lavet af opskåret lagner og støvsugere på det sorte markedet. To jakker om måneden betød lige så mange penge som en gennemsnitlig lønmodtager.
Christian er fraskilt og har tre børn. Hvorvidt han har en kæreste eller er blevet gift igen er uvist. Ligesom Rammsteins øvrige medlemmer værner han om sit privatliv, men han har dog tit været åben omkring sit personlige liv under interviews.
Lorenz er blevet skilt én gang og har fem børn.  Den 12. september 2008 giftede Lorenz sig med kunstneren Jenny Rosemeyer, som sørgede for fløjten til Rammsteins sang "Roter Sand". Han har en bror, der er fire år ældre. Lorenz er amatørmaler og kan lide klassiske biler. Han har en Mercedes og er involveret i veteranbiludlejningsbranchen.  I november 2011 blev Lorenz' hus sat i brand. Det lykkedes politiet at identificere og fange brandstifteren, en 28-årig mand med en straffeattest. Efter Lorenz flygtede, styrtede han med sin bil i nærheden.  Arkiveret 18. oktober 2012 hos  Wayback Machine
Hans naturlige hårfarve er brun, men han har farvet det flere gange.
Han har oplyst at han ikke altid er gode venner med computere. Han har dog haft internet.
Han kan godt lide Polen og polsk mad. Til gengæld har han udtalt at han ikke kan fordrage mad fra McDonald's.
Han kan godt lide at lytte til Einstürzende Neubauten, Die Ärzte, Element of Crime, Coldplay, Placebo, Johnny Cash, PJ Harvey, System of a Down, Ministry, The Prodigy og han har udtalt at han gerne ville haft fornøjelsen af at være det femte medlem af The Rolling Stones.
Christian er amatør-maler og kan godt lide klassiske biler. Når han ikke er på turné arbejder han med et udlejningsselskab af klassiske biler. Han ejer en Mercedes.
Kælenavnet 'Flake' opstået gennem tiden og refererer ikke til noget bestemt.

### Kaldenavne
Lorenz går almindeligvis under kaldenavnene "Flake" (udtales som "Flak-eh" på tysk) og "Doktor". "Doktor" opstod, fordi han på et tidspunkt ville være kirurg, men han var ude af stand til at studere for at blive det, fordi han nægtede at slutte sig til det østtyske militær . I et interview den 16. december 2000 udtalte han, at "Flake" er hans rigtige navn.
Flake, hans kælenavn Flake kommer fra tv-programmet "Vicky the Viking". Vicky bor hos sine forældre i vikingelandsbyen Flake.
Under sin læsetur sagde Flake, at hans kaldenavn kommer fra hans ungdom, da han stammede. Fordi han ikke kunne sige nogle ord uden at stamme dårligt, valgte han at sige andre ord, han kunne sige flydende. En bølle på hans skole kaldte ham "Flake", ment som en fornærmelse. Han anede ikke, hvad det skulle betyde, men syntes, det var et fedt navn.
Doctor, Flake ønskede ikke at slutte sig til Rammstein i starten. Han ville egentlig gerne blive læge, men efter at have følt, at det her ikke ville virke, meldte han sig ind i bandet. Han bærer alligevel titlen, så nu hedder han mest Doctor Lorenz.

### Religion og politik
Lorenz har udtalt "Jeg afviser religioner, der er gjort til stive institutioner. Jeg tror også, at religiøs fanatisme og missionsarbejde er farligt." 
Lorenz har en afsky mod USA, som han har kaldt et "sygt og dekadent land uden kultur".  Den 5. oktober 2005 optrådte Lorenz kort på Deutsche Welle . På spørgsmålet om, hvordan han havde det med genforeningen af Tyskland, sagde han, at han savner, som tingene var dengang. ”Selvom DDR overlevede, ville jeg stadig være blevet musiker. Den øgede størrelse af verden medførte også faren for at blive sammenlignet med alle de internationale handlinger. De bands, der var i øst, var de eneste der, og hvis du havde succes der, havde du succes. Jeg savner enkelheden. Du gik ind på en bar, bestilte en øl, og du fik en øl!... De spurgte ikke, om du ville have... med hoved eller uden hoved, skumtop eller bund... Det kommer virkelig på min nerver, der har alle disse valg, vil jeg virkelig ikke have". I et essay med titlen "Jeg savner DDR " i 2014 udtalte Flake Lorenz: "Jeg savner DDR selv i dag. Mere end bands fra dengang."  I et interview fra 2014 med Rolling Stone, udtalte Lindemann, at "Flake er stadig en borger i DDR, og han vil dø en borger af DDR"  Arkiveret 1. juni 2022 hos  Wayback Machine I et interview i 2019 med Metal Hammer mindede han om livet i Østtyskland som "frit for problemer og pres, vi alle havde penge nok til at leve".  Arkiveret 1. juni 2022 hos  Wayback Machine

## Interview og citater
Den 5. oktober 2005 optrådte Flake kort på den tyske radiokanal Deutsche Welle. Her blev han spurgt hvad han syntes om Øst- og Vesttysklands genforening. Han svarede at han savnede den måde tingene var strukturerede på dengang. Derudover sagde han: "Selvom DDR overlevede, ville jeg stadigvæk have været musiker. De musiske bands, som var i Østtyskland var de eneste der var der, så dengang kunne du være succesfuld. Jeg savner den enkelthed der eksisterede dengang. Dengang i DDR gik du bare ind i en bar og bestilte en øl og du fik en øl. Dengang spurgte man ikke om man ville have skum på eller ej, et låg og om man ville have en bund under. Det går mig på nerverne, at skulle træffe så mange valg, som jeg ikke vil træffe".
Flake, der er ateist, kan ikke fordrage religion. Han har engang udtalt: "Jeg er imod religioner, som er lavet om til strenge institutioner. Jeg tror også på at religiøs fanatisme og missionærarbejde er meget farligt".
Christian kan ikke fordrage USA og hader det meste af den amerikanske kultur. Han kalder USA "en syg og dekadent nation uden kultur".
Om livet DDR, har han udtalt: "Kommunismen var ikke altid slem. Men vi er selvfølgelig glad for at muren faldt".
Om Rammsteins musik siger han: "Vi føler musikken og elsker musikken og giver musikken".
I januar 2012 blev Flake sammen med Lindemann interviewet af heavy metal-antropologen Sam Dunn til VH1 Classic-serien "Metal Evolution", om emnet shockrock. Dette er overraskende på grund af manglen på interviews, han og bandet laver i Nordamerika.

### Radio
- 2017: Die Sendung siden 2017.

Radio show siden Maj 2017 har Flake været vært for showet "Die Sendung" ("The Show") på den tyske radiostation Radioeins. Hver måned vil han tale om et andet emne og spille nogle af sine yndlingssange såvel som sine egne.

### Film
- 1999: The Debtors
- 2002: xXx

### Dokumentar
- 1992: Die Wahrheit über die Stasi
- 2002: Busen, Broiler und Bananen
- 2003: Mittendrin
- 2011: Mein Leben - Flake
- 2012: Metal Evolution
- 2015: Soundtrack Deutschland
- 2017: AMIGA - Der Sound der DDR
- 2019: Lugau City Lights
- 2022: Der große City-Abend - Das Konzert

### Rammstein
I 1994 deltog Till Lindemann, Richard Kruspe, Oliver Riedel og Christoph Schneider og vandt Berlin Senate Metro beat-konkurrence, der tillod dem professionelt at indspille en fire-spors demo. Paul Landers sluttede sig formelt til bandet, så endelig Flake. Han var i starten tilbageholdende med at slutte sig til sine fem bandkammerater og måtte plages til at blive medlem af Rammstein, da han syntes, de ville være for kedelige. Til sidst sagde han ja til at deltage, og gruppen begyndte at arbejde på deres første album, Herzeleid.
I bandets optrædener og videoer bliver Flake ofte castet som gruppens outsider, muligvis på grund af hans relativt usædvanlige tilstedeværelse som keyboardspiller i en heavy metal-gruppe. Dette varierer fra at spille rollen som et videnskabeligt geni, adskilt fra resten af gruppen, til at spille en gimp-rolle, til at blive efterladt alene i slutningen af Keine Lust-videoen og blive mobbet af resten af bandet, især Lindemann . Disse karakteristiske roller i bandets teatralske præsentation har ført til, at han er blevet et meget populært medlem af gruppen blandt fans.
Flake er nok mest kendt for sin rolle i den kontroversielle liveopførelse af sangen Bück dich, hvor han og vokalisten Till Lindemann engagerede sig i simuleret sodomi med en spiritussprøjtende dildo. Den 5. juni 1999 i Worcester, Massachusetts (USA) blev Lindemann og Flake Lorenz arresteret og sigtet for utugt og liderlig opførsel. En erklæring fra sergent Thomas Radula fra Worcester Police Department erklærede, at Lindemann simulerede sex med Flake på scenen "ved at bruge en fallisk genstand, der skød vand over menneskemængden". De blev tilbageholdt og løsladt den følgende dag mod kaution på 25 USD. Efter måneders juridisk debat blev de til sidst idømt en bøde på 100 USD.
Hans rolle i Bück dich er ikke den eneste live-akt, han er kendt for. Indtil 2002 ville Flake "surfe" publikum i en oppustelig gummibåd under forestillinger med Seemann og Stripped. Ollie overtog hans plads i 2002. Ifølge Flake skete ændringen, fordi han blev skadet for ofte. Under en koncert i 2001 i Sankt Petersborg blev Flake også vippet ud af båden af publikum og næsten helt klædt af. På trods af dette er Flake vendt tilbage til at "surfe" jollen til Rammsteins 2009-turné under opførelsen af Haifisch. Når man opfører Mein Teil, bliver Flake "kogt" med en flammekaster af varierende størrelse af Till i en kæmpe kedel. Flake laver en dans, kaldet "Flakedansen", under Weißes Fleisch. I videoen til Keine Lust ses Flake i en elektrisk kørestol. Han ses ved at hoppe fra toppen af en brændende bygning (forsøger og undlader at lande sikkert på en trampolin) i videoen til Benzin. I videoen til Ich will er Flake bundet til en bombe, der eksploderer i slutningen af videoen. I Rammsteins video fra 2009 til sangen Pussy portrætterer Flake en interseksuel person ved navn Heeshie. Flake leverede også hovedvokal til Rammsteins coverversion af Pet Sematary, oprindeligt af Ramones.
Under en koncert i Gøteborg, Sverige den 30. juli 2005, blev Till Lindemann skadet i knæet, da Flake ved et uheld stødte på ham med den Segway, han kører på under opførelsen af Amerika. Dette medførte, at koncerter planlagt i Asien blev aflyst.
I 2005 led Flake af fåresyge, hvilket fik koncerter i Sydamerika til at blive aflyst.
I januar 2012 blev Flake sammen med Lindemann interviewet af heavy metal-antropologen Sam Dunn til VH1 Classic-serien "Metal Evolution", om emnet shockrock. Dette er overraskende på grund af manglen på interviews, han og bandet laver i Nordamerika.

## Poesi og bøger
- Lorenz, Flake (2015). Der Tastenficker: An was ich mich so erinnern kan [Nøglefugen: Hvad jeg kan huske]. Köln: Schwarzkopf & Schwarzkopf. ISBN 978-3942665339.
- Lorenz, Flake (2016). Der Tastenficker: An was ich mich so erinnern kan [Nøglefugen: Hvad jeg kan huske]. Köln: Schwarzkopf & Schwarzkopf. ISBN 978-3942665339.
- Lorenz, Flake (2016). Zeit der großen Freiheit: Fotografien von Markus Werner [Tid med stor frihed: fotografier af Markus Werner]. Köln: Hasenverlag. ISBN 978-3945377260.
- Lorenz, Flake (2017). Graustufen [Gråtoner]. Köln: Berlin. Edition Braus. ISBN 978-3862281688.
- Lorenz, Flake (2017). Heute hat die Welt Geburtstag [I dag er det verdens fødselsdag]. Köln: FISCHER Taschenbuch. ISBN 978-3596297955.
- Lorenz, Flake (2017). It's the World's Birthday Today [I dag er det verdens fødselsdag]. Köln: FISCHER Taschenbuch. ISBN 978-1644280638.
- Lorenz, Flake (2018). Heute hat die Welt Geburtstag [I dag er det verdens fødselsdag]. Köln: FISCHER Taschenbuch. ISBN 978-3596297955.
- Lorenz, Flake (2018). It's the World's Birthday Today [I dag er det verdens fødselsdag]. Köln: FISCHER Taschenbuch. ISBN 978-1644280638.
- Lorenz, Flake (2020). Östlich der Elbe [Øst for Elben]. Köln: Hardcover. ISBN 978-3-96289-082-7.